# Immuramento
L'immuramento (dal latino "in" "in" e "murus" "muro", letteralmente "murare dentro")  è una forma di prigionia, di solito fino alla morte, in cui una persona è collocata in uno spazio chiuso senza uscite. Ciò include i casi in cui le persone sono state rinchiuse in un isolamento estremamente stretto, come all'interno di una bara. Se usato come mezzo di esecuzione, il prigioniero viene semplicemente lasciato morire di fame o disidratazione. Questa forma di esecuzione è distinta dalla sepoltura da vivo, in cui la vittima in genere muore di asfissia. Sono attestati alcuni esempi di immuramento come pratica di esecuzione consolidata (con morte per sete o fame come obiettivo previsto). 

## Storia

### Vergini vestali nell'Antica Roma
Le vergini vestali nell'antica Roma costituivano una classe di sacerdotesse il cui compito principale era di mantenere acceso il fuoco sacro dedicato a Vesta (dea della casa e della famiglia), e vivevano sotto un rigido voto di castità e nubilato. Se quel voto di castità veniva infranto, la sacerdotessa veniva immediatamente uccisa, come segue, una cronaca del tempo in merito all'uccisione di una vergine vestale:
L'ordine delle vestali durò circa mille anni, ma vi furono solo dieci casi testimoniati di immurazione.

### Persia
In Persia esisteva una tradizione di murare i criminali e lasciarli morire di fame o di sete. La viaggatrice M. A. Hume-Griffith rimase in Persia dal 1900 al 1903 e scrisse quanto segue:
Viaggiando avanti e indietro in Persia dal 1630 al 1668 come mercante di gemme, Jean Baptiste Tavernier osservò quasi la stessa usanza che Hume-Griffith notò circa 250 anni dopo. Tavernier osserva che l'immuramento era principalmente una punizione per i ladri, e che appunto veniva lasciata la testa del detenuto all'aperto. Secondo lui, molte di queste persone implorerebbero i passanti di tagliare loro la testa.
Vi furono innumerevoli altri casi di questa pratica in altri stati e momenti storici, ad esempio in Mongolia, a Corfù e nel nord dell'Africa.

## Casi storici

### Flavio Basilisco
Basilisco, imperatore dell'Impero Romano d'Oriente dal 475 al 476 d.C. venne dimesso dalla carica nel 476. Lo stesso inverno venne mandato con la sua famiglia in Cappadocia, dove secondo Prisco perì di fame dopo essere stato rinchiuso per settimane in una cisterna (forse una torre).

### Poppone di Treffen
Poppone fu uno dei più importanti patriarchi di Aquileia, ebbe numerosi contrasti bellici con la Serenissima (soprattutto con i combattimenti a Grado) tanto che (secondo alcune fonti) il neoeletto doge Domenico I Contarini lo fece murare all'altezza del collo. La sua morte sopraggiunse il 28 settembre 1042.

### Otto III di Olomouc
Nel 1149 il duca Ottone III di Olomouc della dinastia moreniana di Přemyslid fece murare l'abate Deocar e 20 monaci nel refettorio del monastero di Rhadisch, dove morirono di fame. Apparentemente questo perché uno dei monaci aveva accarezzato sua moglie Duranna quando aveva trascorso la notte lì. Tuttavia, si pensa che la motivazione di questo gesto fu perché il duca volesse appropriarsi dei beni custoditi nel monastero.

### Erzsébet Bathory
La contessa ungherese Erzsébet Bathory venne arrestata nel 1610 con l'accusa di esser stata la responsabile della morte di almeno un centinaio delle sue serve, alle quali avrebbe inoltre imposto brutali torture fisiche e psicologiche. Venne quindi murata viva in un complesso di stanze all'interno del suo castello dove morì quattro anni dopo, nel 1614.

### Ahmad al-Jazzar Pascià
Ahmad al-Jazzar Pascià, il governatore ottomano delle province del Libano moderno e la Palestina dal 1775 al 1804, era famoso per le sue crudeltà. Quando costruì le nuove mura di Beirut, fu accusato, tra l'altro, di quanto segue: